# Мондовино
«Мондовино» (итал. «Mondovino») — документальный фильм американского режиссёра Джонатана Носситера, премьера которого состоялась в рамках конкурсной программы Каннского фестиваля 2004 года. Удостоился номинации на премию «Сезар».
Название фильма может быть переведено как «Мир вина» или «Мировое вино». В то же время это каламбур с использованием имени одного из героев фильма — миллиардера-винодела Роберта Мондави.

## Сюжет
Фильм исследует проблемы глобализации в различных винодельческих регионах мира, влияние международных экспертов и консультантов на современную технологию виноделия. Анализируются причины укрепления позиций крупных производителей в ущерб интересам имеющих огромный опыт мелких крестьянских хозяйств. Джонатан Носситер проделал скрупулёзную работу, снимая материал для своего фильма в наиболее значимых винодельческих регионах, расположенных на трёх континентах. В своих интервью герои фильма говорят о любви к виноградной лозе, многовековой преемственности своего нелёгкого труда, иронично смотрят на появление нового поколения модных виноделов.

## Интервьируемые
- Роберт Мондави, его сыновья Майкл и Тим
- Мишель Роллан[англ.]
- Роберт Паркер
- Юбер де Монтий и его дети (Вольне)
- Эме Гибер
- Жан-Шарль Буассе[англ.]
- Майкл Бродбент[англ.]
- Лодовико и Пьеро Антинори
- Витторио и Бона Фрескобальди